# Cibla (novads)
Cibla est un ancien novads de Lettonie, situé dans la région de Latgale. Créé en 2000, il est supprimé en 2021 et fusionné dans la municipalité de Ludza.

## Historique
La municipalité de Cibla (en letton Ciblas novads) est créée en 2000, lors de la 1re réforme administrative territoriale, à partir d'une partie du district de Ludza et élargie en 2009. Elle se compose de cinq pagasts, Blontai, Lydumnieki, Pushmucova et Zvirgzdene et d'une ville Cibla, chef-lieu. En 2020, elle compte 2 355 habitants.
Après la réforme administrative et territoriale de 2021, elle est supprimée et intégrée à la nouvelle municipalité de Ludza.